# 사라야마역
사라야마역(일본어: 佐良山駅)은 일본 오카야마현 쓰야마시에 위치한 서일본 여객철도 쓰야마 선의 철도역이다. 단선 승강장 1면 1선의 구조를 갖춘 지상역이다.

## 이용 현황
| 승차 인원 추이 | 승차 인원 추이 |
| 연도           | 1일 평균       |
| -------------- | -------------- |
| 1999           | 52             |
| 2000           | 46             |
| 2001           | 40             |
| 2002           | 45             |
| 2003           | 52             |
| 2004           | 44             |
| 2005           | 42             |
| 2006           | 36             |
| 2007           | 30             |
| 2008           | 28             |
| 2009           | 21             |
| 2010           | 19             |
| 2011           | 14             |
| 2012           | 15             |
| 2013           | 20             |
| 2014           | 20             |

## 역 주변
- 국도 제53호선 · 국도 제429호선

## 역사
- 1933년 12월 20일 : 주고쿠 철도 본선의 가메노코 역 - 쓰야마 역 간에, 당 역 전신인 다카오 가정류장으로 개설.
- 1937년 6월 15일 : 다카오 가정류장이 폐지되어, 대신 사라야마 가정류장 개업.
- 1944년 6월 1일 : 주고쿠 철도의 철도 부문이 국유화되어, 국철 쓰야마 선 소속으로 됨. 동시에 정식 역으로 승격. 사라야마역으로 개칭.
- 1987년 4월 1일 : 일본국유철도 분할 민영화에 의해, 서일본 여객철도가 승계.

## 인접 역
| 서일본 여객철도 ■ 쓰야마 선 | 서일본 여객철도 ■ 쓰야마 선 | 서일본 여객철도 ■ 쓰야마 선 |
| --------------------------- | --------------------------- | --------------------------- |
| 쓰야마구치 쓰야마 방면      | ■ 보통                      | 가메노코 오카야마 방면      |